# Klopotiva
Klopotiva (románul: Clopotiva) falu Romániában, Erdélyben, Hunyad megyében.

## Fekvése
Hátszegtől 18 km-re délnyugatra, a Retyezát-hegység lábánál, 5–600 méteres tengerszint feletti magasságban fekszik.

## Nevének eredete
A név eredetileg patakjára vonatkozott és szláv eredetű: klopotiva (ti. voda) 'csörgő (víz)'. A tőből képzett ige (clopoti) a románban is megtalálható. Első írásos említése: Clapatiua (1360).

## Története
Négy falumagból – Sǎcel, Cocaceni, Cioreni és Latureni – egyesült.
1360-ban Zampa nevű román papja (sacerdos Olachalis) és Baya nevű jobbágya bukkan fel.
A 17. század első felében nemesi lakossága református hitre tért, Nagyosztróval és Malomvízzel közösen tartottak papot. A 18. század közepére a lakosság túlnyomó többsége a görögkatolikus egyház híve lett, de a templomot továbbra is a reformátusok használták. 1759-ben, Petru Pavel Aron unitus püspök vizitációjakor hívei összetörték és kidobálták a templom padjait, mire a református nemesek kardot rántottak és elkergették a püspököt a faluból. 1760 után a két felekezet megegyezett és közösen tartották istentiszteleteiket a templomban, amíg az 1770-es években a görögkatolikusok saját templomot nem építettek maguknak.
A görögkatolikus egyházközség 1750-ben 600 lelket, a református 1766-ban 28 férfit és 25 asszonyt számlált. 1773 és 1848 között református anyaegyház volt állandó pappal, iskolája azonban csak 1775-ben és 1776-ban működött. Népessége társadalmi kategóriák szerint 1786-ban: 54% jobbágy, 29% zsellér és 12% nemes. 1808-ban járási székhely.
A 18–19. században a Hátszegi-medence legnépesebb települése volt. 1887-ben református egyházközségét egyesítették Nagypestényével, újból papi állást létesítettek és a Pogány Ráhel alapítványából romjaiból újjáépítették templomát. 1907-ben kisközségből nagyközséggé alakult.
Az 1890-es években ladin (rétoromán) nyelvet beszélő itáliai erdőmunkások települtek be. A ladinok 1934-ben még őrizték olasz állampolgárságukat, de a nyelvet már nem beszélték.

## A falu az 1930-as években
1934-ben komplex falukutatást végeztek Klopotiván, így pontos képet alkothatunk a század első felének életviszonyairól.

### Társadalom
A falu társadalmát az egykori nemesek (nemeș) és jobbágyok (rumân) leszármazottai közötti éles választóvonal osztotta meg. A "nemeș"-eken belül megkülönböztettek "román" és "magyar" nemeseket, de a különbség alapját a vallás képezte (görögkatolikus vagy református) és a "magyar" nemesek többsége sem beszélt magyarul. (A jobbágyokat a 19. századig Havasalföldön is rumânnek nevezték.)
A nemesség tizenhárom nagycsaládhoz tartozott. A jobbágyok, ha nemessel találkoztak az utcán, nem néztek egyenesen a szemébe (1848 előtt a kalapjukat is levették előttük). A két csoport nem házasodott egymással. A nemesek sajátos keresztneveket viseltek, amelyeket a jobbágyok "magyarosak"-nak tartottak.
A nemeseken és jobbágyokon kívül még ladinok és tizenkét beás cigány család élt a faluban.

### Öltözködés
A nemesek és a jobbágyok öltözködése hagyományosan eltért egymástól. A 20. század elejétől azonban a jobbágyok egyre hasonlóbban kezdtek öltözködni a nemesekhez, amit a nemesek nehezteléssel fogadtak.
A suba színe korábban fehér volt a nemeseknél és fekete a jobbágyoknál. Ekkorra azonban a fekete subát szinte teljesen felváltotta a fehér. A jobbágyok alsónadrágja szűkebb volt a nemesekénél és nyáron nem hordták. A nemesek a kendervászonból készült inget magas gallérral, fehér gombokkal és csipkedísszel, a kézelőn azsúrozva viselték és a térd fölött végződött, a jobbágyoké gallér nélküli volt, vörös–fekete hímzéssel és a kapcájukig ért. A nemes férfiak ünnepnapokon cipőt vagy csizmát, a nők csizmát húztak, a jobbágyok ünnepnap is többnyire bocskort viseltek (melynek alapanyagaként a bőrt újabban a gumi váltotta föl), nyáron pedig általában mezítláb jártak.
Minden háznál volt szövőszék, a legtöbb ruhát még mindig otthon készítették.

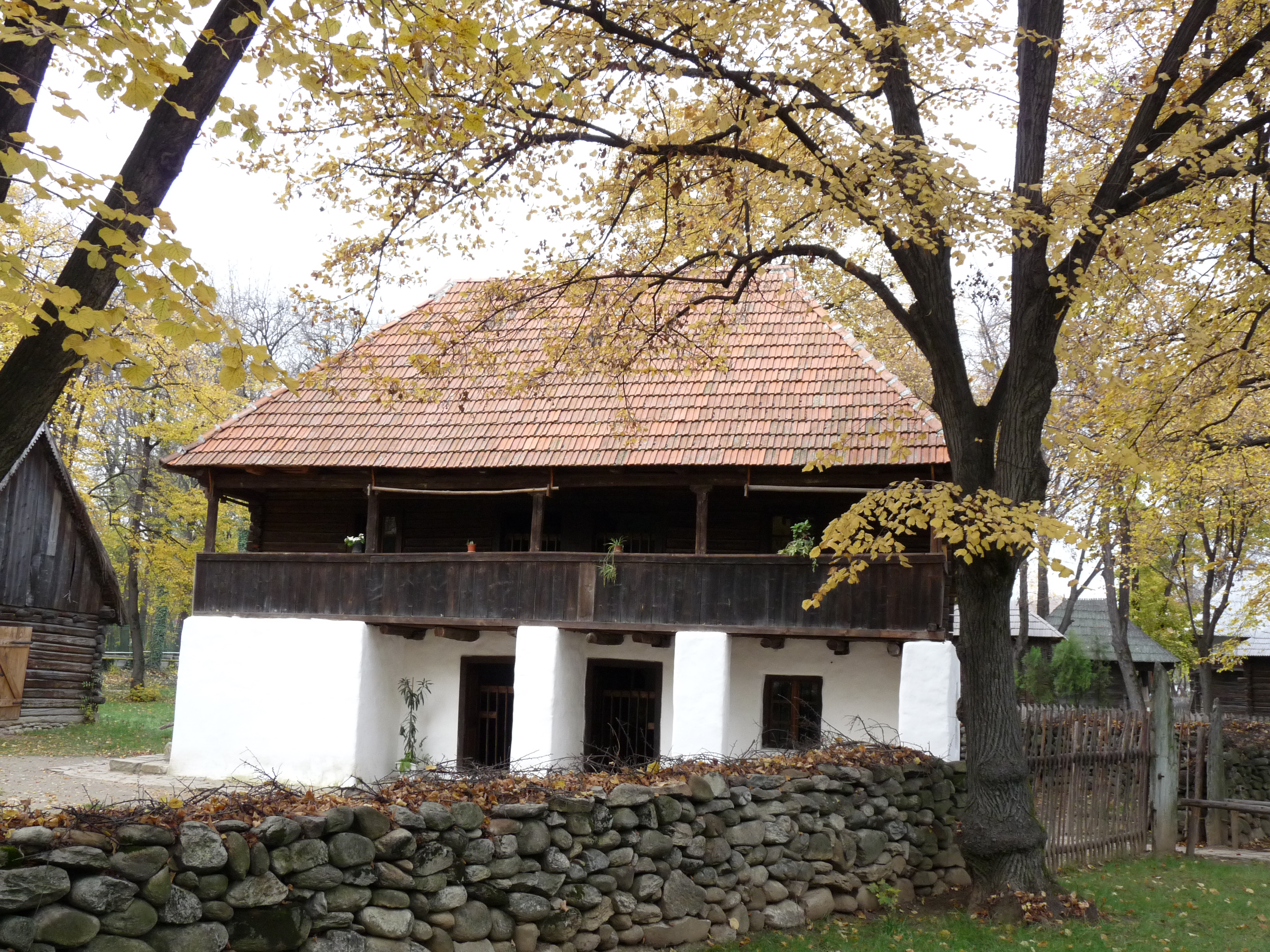
20. század eleji klopotivai ház a bukaresti falumúzeumban

### Építkezés
A régi lakóházak szalmafedelesek, egyszoba-kamrásak voltak, kis ajtókkal és ablakokkal, a csűrt és az istállót a házzal közös fedél fedte. Ilyen házuk azonban már csak a legszegényebbeknek volt.
Az újabb házak már többszintesek voltak, kő alapon fagerendákból készültek. A felső szintet tágas tornáccal látták el, nyáron itt is aludtak, A házat cseréppel fedték, a kerítés az utcafronton kőből készült. A tetőt, akárcsak a szalmafedeles házak esetében, igen magasan, meredeken alakították ki.
A nagygazdák belsőudvaros, várszerű portákat építettek, a térszínformákat kihasználva. A falu végét falukapuval (vranițǎ) őrizték és tartották benn vele az állatokat. A kaput minden érkező előtt kinyitották, utánuk pedig becsukták.

### Gazdaság
4755 hektáros határának 58%-a volt erdő, 15%-a kaszáló, 12%-a legelő és 12%-a szántó. A kaszálók háromnegyed része a Muncsel-hegyen feküdt és minden családnak volt ott része. A férfiak augusztusban, a szénamunka elvégzésére kiköltöztek a közelebb fekvő hegyoldalakon álló szállásokba és kolibákba.
Gazdaságában a túlnyomó súlyt az állattenyésztés képezte. 1904-ben kezdődött a szarvasmarhák fajtatenyésztése, bevezették a pinzgaui fajtát. Ugyanekkor 2742 juh, 1361 szarvasmarha és 275 disznó képezte állatállományát. Az 1910-es években felhagytak a bivaly tartásával. A juhállomány 1934-re már 4200 állatot számlált. A faluhoz öt juh-, négy tehénesztena (az egyik a falutól 30 km-re) és egy ököresztena tartozott. A juhot és a szarvasmarhát a Hátszegen tartott évi négy állatvásárban adták el.
A szántóföldek erősen széttagoltak voltak és csak állandó trágyázás mellett teremtek.
A tél – a gazdaságilag tétlen időszak – október 14-én kezdődött és májusig tartott.

### Táplálkozás
Sok tejet és tejterméket fogyasztottak. Az ételeket általában a kukorica- és búzaliszt keverékéből készült kenyérrel ették.
Jellemző ételeik: télen puliszka krumplival vagy babbal, sok káposzta és disznóhús. Nyáron puliszka túróval és szalonnával, hús zöldséggel. Ezenkívül tökkása, töltött káposzta, vegyes zöld- és tarkabableves, krumplileves, rozsgaluska, káposztaleves puliszkával, tejbetök, tyúkleves, lecsó (ősszel), gomba, hal (a patakokban horgásztak), "románpalacsinta", édes lepények. Csigát és márciusban békacombot is fogyasztottak.
Az Odovajnița-patakon hét lisztelő és három olajmalom működött.

## Lakossága

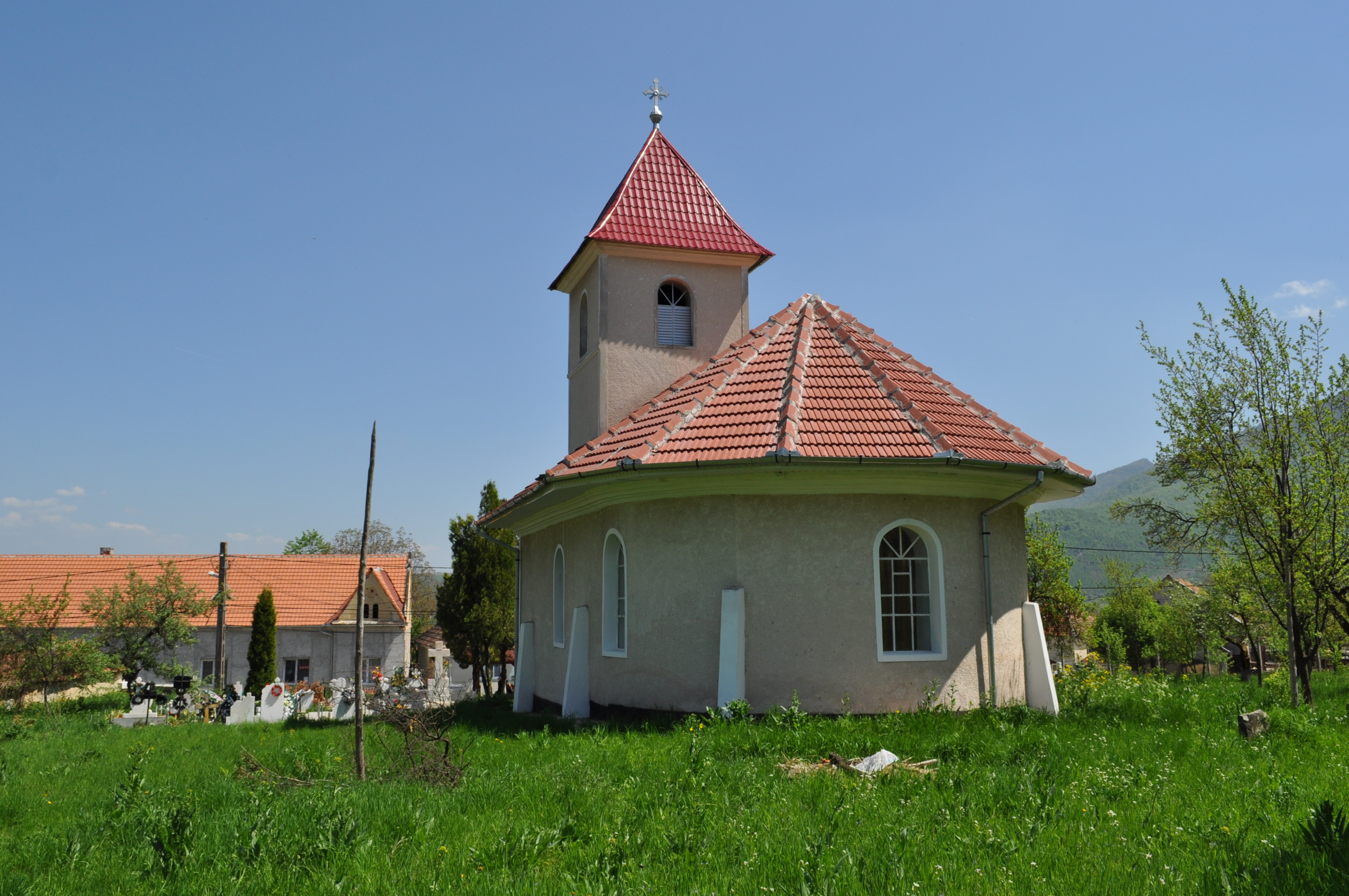
Az ortodox (volt református) templom

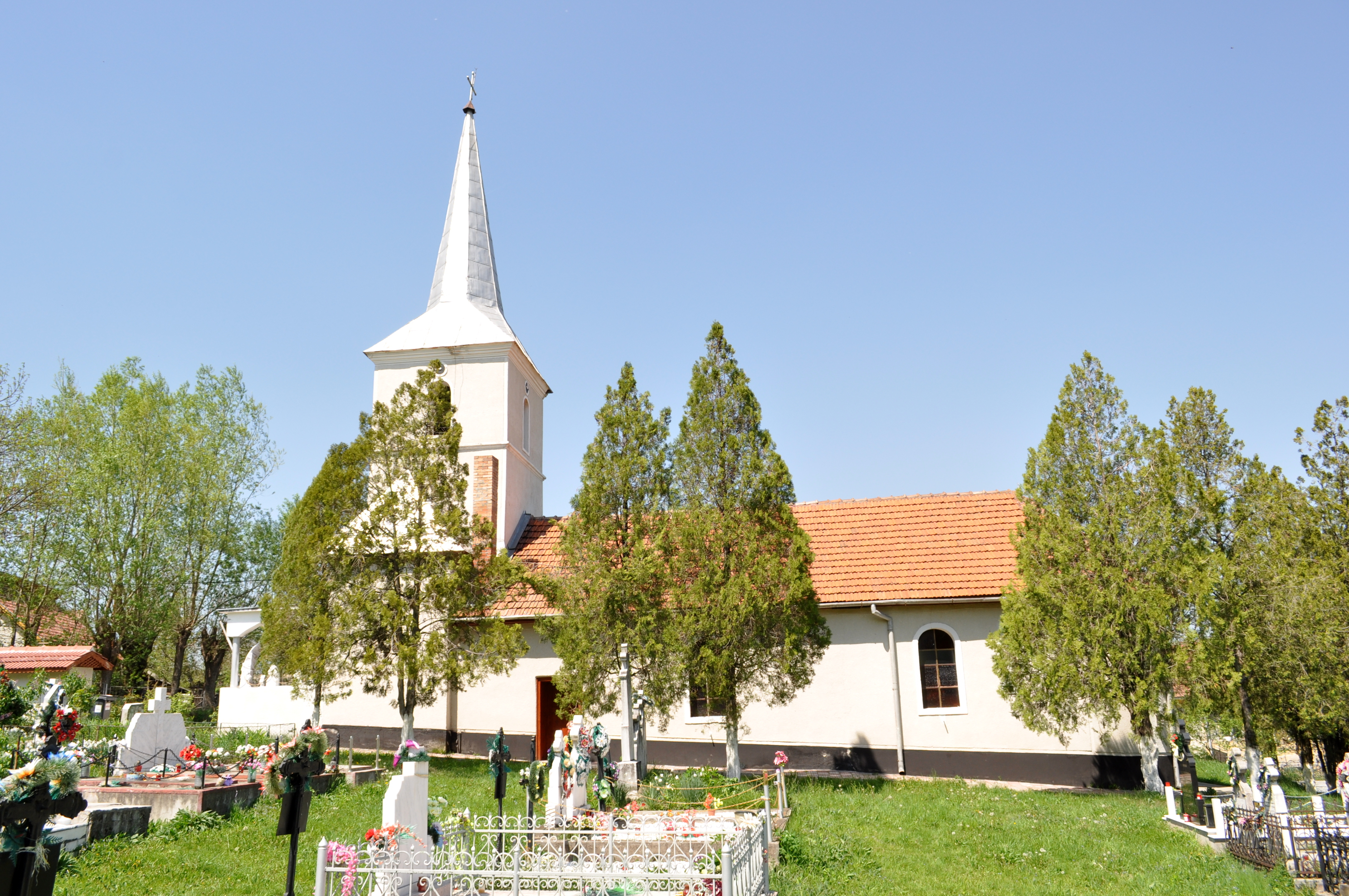
A volt görögkatolikus templom

1850-ben 1463 lakosából 1360 volt román, 54 cigány és 41 magyar nemzetiségű; 1414 görögkatolikus és 41 református vallású.

1900-ban 1684 főből 1606 volt román és 57 magyar anyanyelvű. A lakosság 15%-a tudott írni-olvasni, a nem magyar anyanyelvűek 1%-a beszélt magyarul.

2002-ben 825-en lakták, közülük 824 román nemzetiségű; 691 ortodox, 78 baptista és 53 pünkösdista vallású.

## Sport
- Siklóernyő-starthely.

## Látnivalók
- Az egész falukép műemléki védelem alatt áll.
- Az ortodox (volt református) templom eredetileg a 14. században épült. 1860-ban romjaiból építették újjá.
- A volt görögkatolikus (ma ortodox) templom az 1770-es években épült.

## Híres emberek
- Itt született 1876. március 8-án Simon Vilmos újságíró, haditudósító.